# Nemška Loka
Nemška Loka je naselje u slovenskoj Općini Kočevju. Nemška Loka se nalazi u pokrajini Dolenjskoj i statističkoj regiji Jugoistočnoj Sloveniji. 

## Stanovništvo
Prema popisu stanovništva iz 2002. godine naselje je imalo 42 stanovnika.